# Skyddsbelopp
Skyddsbelopp är det lägsta belopp som kronofogden kan acceptera för en fastighet eller ett skepp vid exekutiv auktion. 
Skyddsbeloppet är det sammanlagda beloppet av alla fordringar med företrädesrätt före exekutionsurkunden, inklusive förrättningskostnader samt eventuella ägarhypotek.